# Савченко Олександр Володимирович
Олександр Володимирович Савченко (нар. 4 травня 1958, Знам'янка, Кіровоградська область) — український економіст, фінансист, банкір, меценат. Був членом Центрального проводу Народного Руху України.  Дійсний член (академік) Української академії геополітики та геостратегії (2025).
Доктор економічних наук, професор.

## Біографія
У 1979 році закінчив Київський інститут народного господарства за спеціальністю «Промислове планування».
До 1991 року працював асистентом, старшим викладачем, науковим керівником лабораторії, докторантом, професором. Викладав та проводив наукову роботу за кордоном: у Гарвардському університеті (США) та Лондонській школі економіки (Велика Британія).
З приходом на посаду заступника Голови Національного банку України, розробляв основи нової монетарної політики, відкривав перший кореспондентський рахунок Національного банку України із західним банком, готував першу міждержавну кредитну угоду, організовував виготовлення та друк національної валюти ― гривні.
Як виконавчий директор Європейського банку реконструкції та розвитку, у 1993 році став першим громадянином України, якому довірили представляти інтереси своїх країн уряди Румунії, Молдови, Грузії та Вірменії. Під час його роботи в ЄБРР фінансувалось понад 20 проектів на суму 1 млрд дол. США, серед яких реконструкція Міжнародного аеропорту «Бориспіль» та кредитна лінія для малого та середнього бізнесу на суму 120 млн дол. США.
Повернувшись в Україну, був запрошений на посаду радника Прем'єр-міністра України та Голови Національного банку України.
У 1997 році спільно з банком «Аваль» та Міжнародною фінансовою корпорацією ініціював створення банку «Австрія Кредитанштальт Україна», який під його керівництвом в 1998 році був визнаний найкращим іноземним банком в Україні. Пізніше створив та став Головою Правління ВАТ «Міжнародний комерційний банк».
З моменту призначення на посаду заступника Голови Національного банку України у 2005 році здійснював загальне керівництво і контроль над діяльністю Департаменту валютного контролю та ліцензування, Управління контролю ризиків та Управління проектами міжнародних кредитних ліній при Національному банку України, а також готівковий грошовий обіг, включаючи виготовлення банкнот та монет, а також співпрацю з МВФ та Світовим банком.
У вересні 2009 року став заступником Міністра фінансів України. В березні 2010 року подав у відставку та очолив Міжнародний інститут бізнесу.
Автор книг і статей на економічні та банківські теми, зокрема таких підручників з економіки, виданих у видавцництві Вища школа, як «Эффективность инновационных процессов в машиностроении» (1988) та «Экономические методы управления инновационными процессами» (1990).

## Твори
- Эффективность инновационных процессов в машиностроении (1988)
- Экономические методы управления инновационными процессами (1990)
- Баланс незалежності. Хроніка економічних реформ (1998—2005) (Критика, 2006)
- 25 років: Заповіти незалежності України (2017) (Самміт-книга, 2017)
- Антиукраїнець або воля до боротьби, поразки чи зради (Самміт-книга, 2017)
- Антиукраїнець або воля до боротьби, поразки чи зради (А-ба-ба-га-ла-ма-га, 2019)